# Вишневецький Адам Олександрович
Адам Вишневецький (1566 — 1622) — руський (український) магнат і князь гербу Корибут, учасник військових походів Лжедмитрія I та Лжедмитрія II.

## Життєпис
Походив з впливового роду князів Вишневецьких. Син Олександра Вишневецького та княжни Олександри Капустянки. В 11 років втратив батька. Про молоді роки мало відомостей. Отримав гарну освіту.
Замолоду був відомий своїм гультяйством, авантюризмом. Після оголошення Берестейської унії у 1596 році допомагав православним. Відкрито проти унійної церкви не виступав, підтримуючи православних лише на своїх землях. Налагодив гарні стосунки з королем Сиґізмундом III Вазою, якого підтримав під час обрання у 1587 році.
Займався розбудовою маєтности уздовж ріки Сула, зокрема, містечок Снетин, Прилуки, якими володів разом з Олександром Михайловичем Вишневецьким. Землі, на яких вони знаходилися, родина отримала у спадкове користування за батька Адама. З цього приводу у 1590 році виник конфлікт із Московським царством. Водночас залишався захисником православ'я: у 1595 році стає членом Львівському Успенського братства. До кінця життя надав значні кошти цьому братству. Того ж року разом з Кирилом Ружинським обирається послом від Київського воєводства на вальний сейм.
Цар Борис Годунов 1603 р. наказав знищити міста Прилуки та Снетин. У відповідь Адам Вишневецький розпочав бойові дії проти прикордонних сіл Московщини. В цей час до його маєтку Брагін прибуває Григорій Отреп'єв, майбутній Лжедмитрій I. А.Вишневецький вирішив скористатися ситуацією для початку війни проти Москви. Визнав того царевичем й спадкоємцем Московського царства. До цієї справи він долучив свого двоюрідного брата Костянтина Вишневецького та Єжи Мнішека. Проти дій Адама Вишневецького рішуче виступив великий гетьман коронний Ян Замойський, що вважав розпочату справу авантюрою. Втім завдяки впливу при королівському дворі Адамові вдалося домогтися таємної підтримку своїх дій з боку Сиґізмунда III.
Встановилися добрі стосунки із козаками та Запорізькою Січчю, обумовлювалося невтручанням А.Вишневецького у придушення повстання Северина Наливайка (не завадив відходу запорізького отамана Криштофа Кремпського із Солоницького табору через свої землі). Влаштував 1603 року поїздки Лжедмитрія до Січі з грошима та листами до козаків із запрошенням приєднатися до військової виправи супроти Московії.
Із зібраними військами 1604 року Адам Вишневецький вдерся із Лжедмитрієм I до Московщини. Разом з ним 1605 року увійшов до Москви, став найближчим радником нового володаря Москви. Після скинення 1606 р. Лжедмитрія I А.Вишневецького було схоплено (деякий час захищався у своєму московському будинку проти 4-тисячного загону), заслано до Костроми. 1607 року повертається додому, приєднується до Лжедмитрія II. Адам приводить до Орла 4 тисяч кінноти, Лжедмитрій II призначив А.Вишневецького своїм конюшим. Бере участь у битві при Болхові. З незрозумілих причин 1608 року Адам Вишневецький повертається до Речі Посполитої; ймовірно, було викликано конфліктом за вплив з іншими військовиками Романом Ружинським та Яном Петром Сапігою.
Розбудовував власні володіння з центром у містечку Брагін; надає кошти Києво-Печерські лаврі та церквам Київщини.
1609 року разом з Олександром Костянтиновичем Вишневецьким засновує жіночий Благовіщенський монастир у містечку Сільце. Брав участь у захоплені Чернігово-Сіверщини, після 1618 року розширював своїх маєтностей на цих землях.
Один з ініціаторів створення Чернігівського воєводства; для досягнення цього наприкінці 1622 року Адам Вишневецьким разом з Мартином Бочковським був обраний делегатом місцевої шляхти на загальний сейм у Варшаві. Не встиг узяти в ньому участь.
Незабаром помер у Брагіні. Був похований у Києво-Печерській лаврі.

### Родина
Дружина — графиня Олександра Ходкевич, донька великого маршкалка коронного Яна Ходкевича. 
Дитина:
- Христина (1602—1654), дружина: з 1613 року Миколая Єло-Малинського, з 1631 — Петра Даниловича. Теща Яна Потоцького.